# صلصة مولي
صلصة المولي (بالإنجليزية: Mole sauce) هو اسم عام لعدة أنواع من الصلصة التي تستخدم أصلاً في المطبخ المكسيكي. أما خارج المكسيك، فتشير على وجه التحديد إلى «مولي بوبلانو».
في المكسيك المعاصرة، تستخدم التسمية لعددٍ من الصلصات، بعضها مختلف تماماً، ومنها السوداء والحمراء والصفراء والخضراء وألميندرادو ودي أويا وأواكسمول. بشكلٍ عام، تحتوي صلصلة مولي على فاكهة، فلفل حار، جوز، بهارات كالفلفل الأسود والقرفة والكمون.

## التاريخ

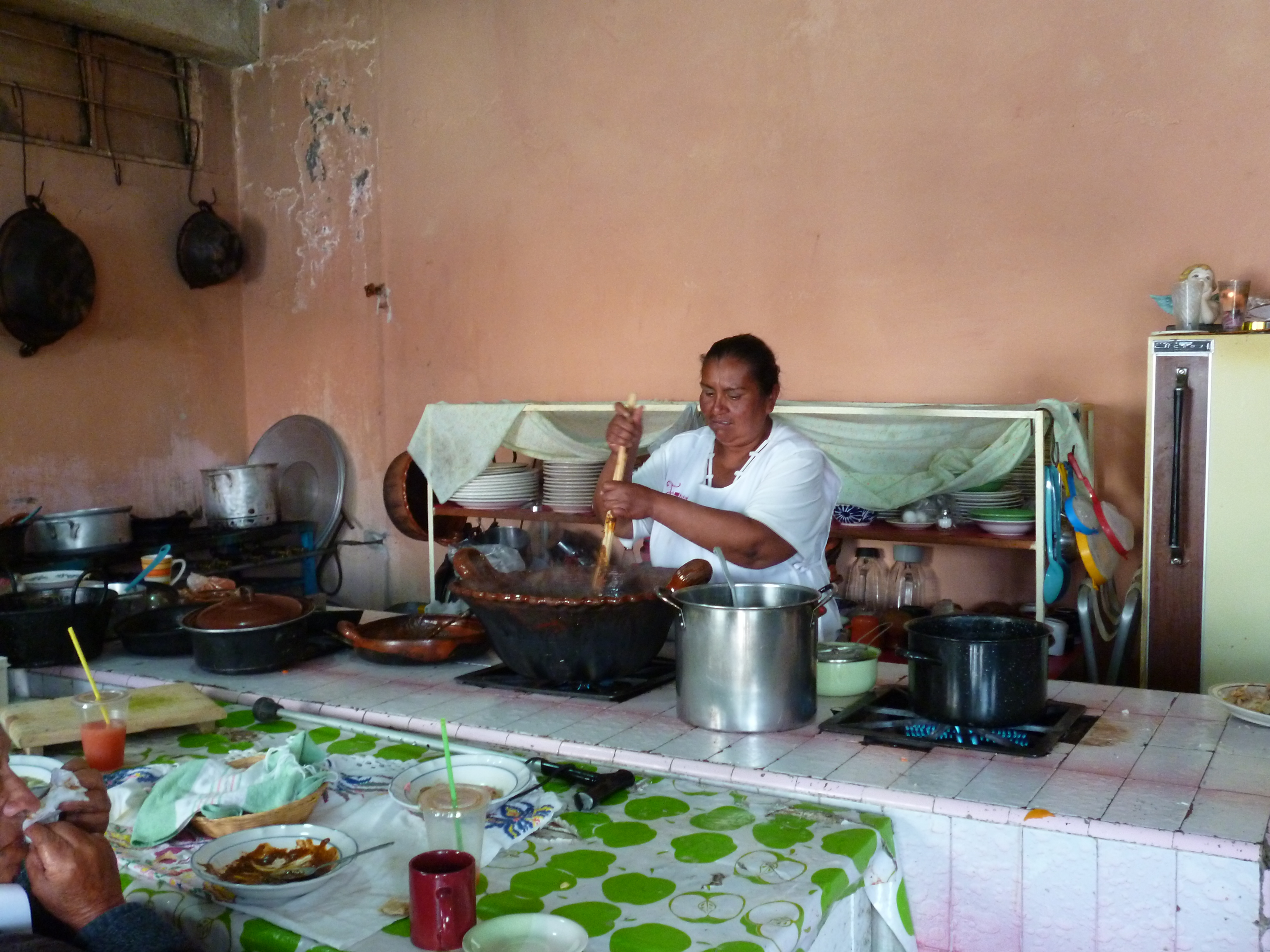
امرأة تطبخ المولي في مطعم صغير في سان بيدرو أتوكبان

تدعي ثلاث ولايات في المكسيك أنها منشأ صلصة مولي وهي: ولاية بويبلا، وولاية واهاكا وولاية تلاكسكالا. أما الولايات التي تعدّ فيها أفضل صلصات مولي فهي بويبلا أوكساكا، لكن المناطق الأخرى في المكسيك تُعدّ أنواع مختلفة من الصلصات أيضاً.
ثمة نكهات ومكونات منوّعة لصلصة مولي، لكن العامل المشترك بينها هو الفلفل الحار. لكن الوصفة الكلاسيكية تدعى «مولي بوبلانو»، وهي صلصة حمراء اللون داكنة أو بنية تقدم فوق أطباق اللحوم. أصبح هذا الطبخ رمزاً للمستيزاخي في المكسيك، أو المكونات المختلطة والتراث الأوروبي، وذلك لأنواع المكونات التي تحويها الصلصة، إضافة إلى الأساطير التي تحيط بالمنشأ.

## وصلات خارجية
- El mole en la ruta de los dioses نسخة محفوظة 28 سبتمبر 2015 على موقع واي باك مشين. Comprehensive report on mole from CONACULTA